# Académie des Beaux-Arts de Charleroi
Pour les articles homonymes, voir Académie des beaux-arts.
L'Académie des Beaux-Arts "Alphonse Darville" de Charleroi  est une école supérieure des arts publique à Charleroi dans la province de Hainaut (Belgique).

## Histoire
Une première académie des Beaux-Arts de Charleroi est fondée en 1926 et reste en activité jusqu'en 1929. Après la disparition de cette première académie, les autorités communales restent conscientes de la nécessité de recréer une école d'art à l'instar de celles qui existent de longue date dans d'autres villes de Belgique.
En 1946, l’Académie des Beaux-Arts « Alphonse Darville » est refondée par le sculpteur Alphonse Darville. De 1946 à 1972, ce dernier en est le directeur et il y enseigne la sculpture.

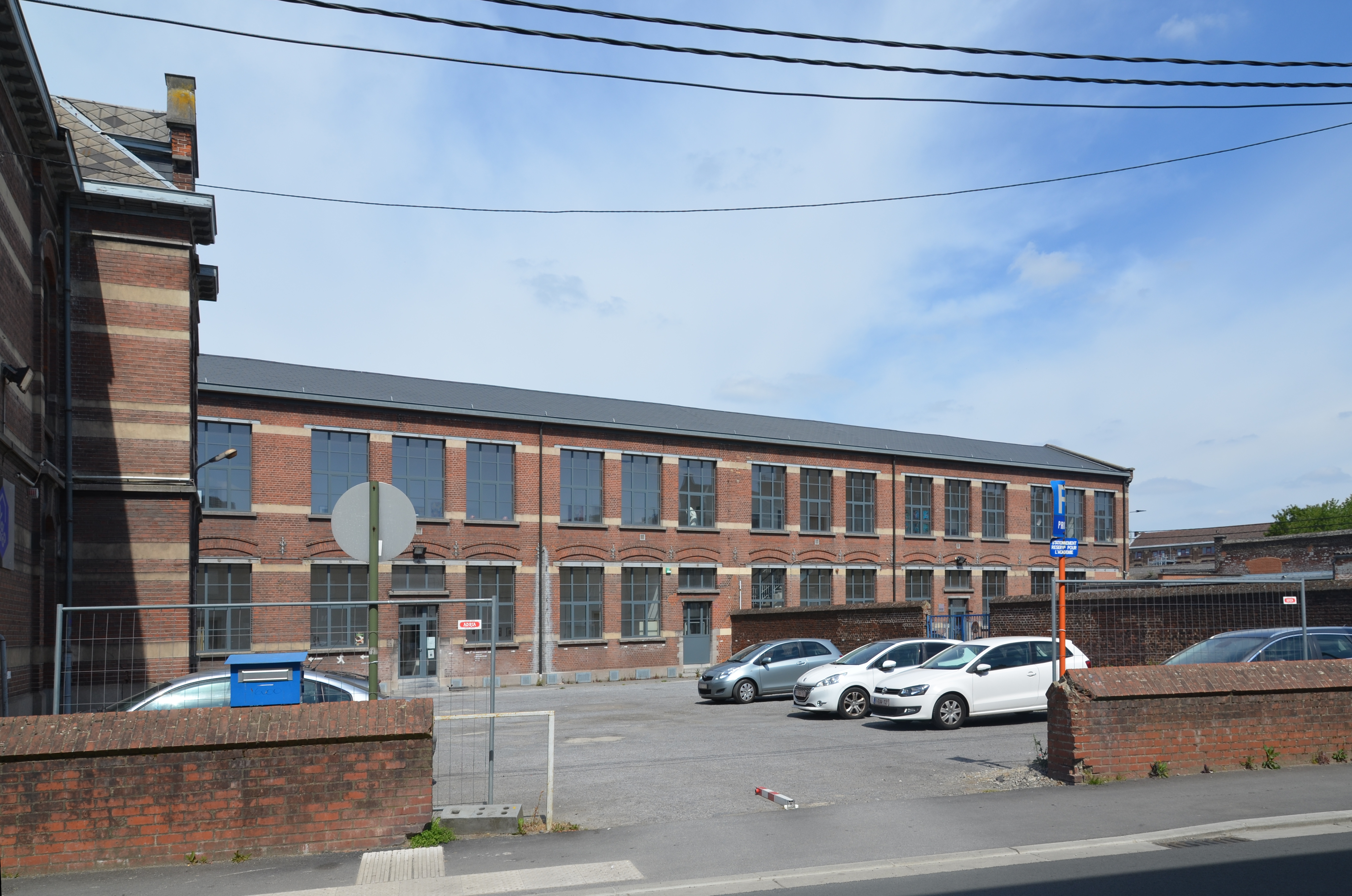
Académie des Beaux-arts Alphonse Darville rue Dourlet.

## Organisation
L’Académie des Beaux-Arts « Alphonse Darville » fait partie du réseau d'enseignement communal subventionné. Le pouvoir organisateur est la ville de Charleroi. 
Elle est un établissement d’enseignement secondaire artistique à horaire réduit et décalé s’adressant à un public adulte actif ou à des jeunes scolarisés dès l'âge de 9 ans. L'enseignement est exclusivement consacré aux des arts plastiques visuels et de l’espace à savoir la peinture, dessin, dessin d'architecture, sculpture, photographie, sérigraphie, poterie, céramique, histoire de l'Art, restauration d'œuvres d'art, création textile, photographie et la gravure. Annuellement, environ 650 étudiants sont inscrits aux cours. Les formations débouchent sur l'octroi d'un diplôme de la Fédération Wallonie-Bruxelles.
Des visites, expositions, vernissages et autres sont organisées par l'académie, notamment au musée du Bois du Cazier.
L'académie se situe à Charleroi Nord dans le quartier du Faubourg.

## Directeurs
- Georges Bille : 1926 - 1929.
- Albert Grégoire : 1929.
- Alphonse Darville (1910- 1990) : 1946 - 1972.
- Pierre Darville (1939- ) : 1972 - 1998.
- Maxime Longrée : 1998 - 2022.
- Fabien Van de Velde : 2022- .

## Professeurs
- Floréal Brogneaux : dessinateur et aquarelliste.
- Jean Ransy (1910-1991) : peintre.
- Charles De Rouck (1930-2022) : sculpteur et céramiste.
- Georges Vercheval (1934- ) : photographe.
- Marc Feulien (1943-2005) : sculpteur et céramiste.
- Charles Szymkowicz (1948- ) : peintre.
- Alain Bornain (1965- ) : peintre et sculpteur
- Pierre Debatty (1966- ) : peintre.
- Dimitri Carez (1977- ) : peintre et dessinateur.